# Phân cấp hành chính Việt Nam thời quân chủ
Phân cấp hành chính thời quân chủ Việt Nam được tính từ khi Việt Nam giành được độc lập sau thời kỳ bắc thuộc đến khi người Pháp xâm lược và chiếm đóng hoàn toàn Việt Nam (938 - 1886)

## Thời nhà Đinh - Tiền Lê
Nhà Đinh chia cả nước ra làm 10 Đạo, dưới Đạo là Châu, Động, nhà Tiền Lê kế tiếp duy trì như nhà Đinh.
Chưa thấy tài liệu nào ghi cụ thể 10 đạo thời Đinh, căn cứ vào những ghi chép về thời Đinh, và thời Tiền Lê có thể suy đoán các tên các đạo của đất nước khi này như: Đạo Bắc Giang, Đạo Quốc Oai, Đạo Hải Đông, Đạo Hoan (Châu), Đạo Ái (Châu), Đạo Lâm Tây, Đạo Đại Hoàng, Đạo Đằng (Châu), Đạo Thái Nguyên, Đạo Phong (Châu).
Đại Việt sử ký toàn thư ghi lại thời điểm điều chỉnh về hành chính của Lê Đại Hành vào tháng 3 năm 1002: ông đổi mười đạo, phủ, châu thời Đinh làm lộ, phủ, châu. Có thể suy đoán các tên các lộ của đất nước khi này như: lộ Bắc Giang, lộ Quốc Oai, lộ Hải Đông, lộ Hoan (Châu), lộ Ái (Châu), lộ Lâm Tây, lộ Đại Hoàng, lộ Đằng (Châu), lộ Thái Nguyên, lộ Phong (Châu).
Một số đơn vị hành chính dưới đạo thời Tiền Lê được nhắc đến: Phủ Đô hộ, Phủ Thái Bình, châu Ái, Châu Thái Nguyên, Châu Hoan Đường, Châu Thạch Hà, Châu Đô Lương, Châu Thiên Liễu.

## Thời nhà Lý
Đầu thời nhà Lý, chia cả nước ra thành 24 Lộ, (ngoài ra còn có Phủ, Châu) dưới trung ương, nhưng các sách như Cương mục và Toàn thư chỉ chép ra 12 lộ, còn lại 12 lộ không rõ tên. Toàn thư ghi các lộ, phủ, châu như sau:

### CácLộ(12 lộ)
Lộ Thiên Trường, Lộ Quốc Oai, Lộ Hải Đông, Lộ Kiến Xương, Lộ Khoái, Lộ Hoàng Giang, Lộ Long Hưng, Lộ Bắc Giang, Lộ Trường Yên, Lộ Hồng, Lộ Thanh Hóa, Lộ Diễn Châu

### CácPhủ(6 phủ)
Phủ Đô Hộ, phủ Ứng Thiên, Phủ Phú Lương, phủ Nghệ An, Phủ Thiên Đức, Phủ Trường Yên

### CácChâu
Châu Thảng Do, Châu Thất Nguyên, Châu Định Nguyên, Châu Trệ Nguyên, Châu Quảng Nguyên, Châu Tây Nông, Châu Vạn Nhai, Châu Vũ Lặc, châu Vũ Ninh, Châu Đăng Châu, Châu Lộng Thạch, Châu Định Biên, Châu Văn Châu, Châu Lạng Châu, Châu Chân Đăng (hay Đạo Lâm Tây), Châu Phong, Châu Bố Chính, Châu Lâm Bình, Châu Minh Linh, Châu Vị Long, Châu Đô Kim, Châu Thường Tân, Châu Bình Lâm, Châu Vĩnh An 
- Châu Bố Chính, Lâm Bình, Minh Linh là 3 châu lấy được của Chiêm Thành năm 1069
- Đạo Lâm Tây lấy được sau khi Lý Thái Tổ và Lý Thái Tông đánh bại Đại Lý vào các năm 1014 và 1037

Về sau sáp nhập và đổi tên một số đơn vị hành chính như: phủ Nghệ An thành trại Nghệ An, Châu Lâm Bình, Minh Linh, Bố Chính gộp lại thành trại Tân Bình, Châu Định Nguyên, Bình Nguyên gộp lại thành trại Quy Hóa

## Thời nhà Trần
Nhà Trần chia các đơn vị hành chính dưới trung ương là: Lộ, Phủ, Trấn. Đơn vị hành chính dưới Lộ, Phủ, Trấn: là Châu, dưới Châu là Huyện

### CácLộ
Lộ Đông Đô, Lộ Bắc Giang, Lộ Lạng Giang, Lộ Lạng Sơn, Lộ Long Hưng, Lộ Khoái Châu, Lộ Hoàng Giang, Lộ Hải Đông, Lộ Tam Giang

### CácPhủ
Phủ Kiến Xương, Phủ Kiến Hưng, Phủ Tân Hưng, Phủ Thiên Trường

### CácTrấn
Trấn Thiên Quan, Trấn Quảng Oai, Trấn Thiên Hưng, Trấn Thanh Đô, Trấn Vọng Giang, Trấn Tân Bình, Trấn Thuận Hóa, trấn Thuận Hóa (có được sau khi Chiêm Thành cắt dâng năm 1307), trấn Tân Bình (đổi tên từ trại Tân Bình thời Lý)

## Thời nhàHậu Lê
Vua Lê Thái Tổ (Lê Lợi) đã chia cả nước ban đầu thành 4 đạo, đến năm 1428 chia thành 5 đạo: Đông, Tây, Nam, Bắc (tương ứng với Bắc Bộ ngày nay) và Hải Tây (từ Thanh Hóa vào đến Thuận Hóa). Dưới đạo là trấn, lộ, huyện, châu và cấp cơ sở là xã.

### Các đạo
1. Trung Đô (là kinh đô của Triều đình, còn gọi là Đông Kinh nay là Hà Nội)
2. Bắc đạo (Bắc Ninh, Bắc Giang, Lạng Sơn, Cao Bằng, Thái Nguyên, Bắc Cạn)
3. Tây đạo (Hà Tây, Vĩnh Phúc, Phú Thọ, Yên Bái, Sơn La, Hòa Bình)
4. Đông đạo (Hải Dương, Hải Phòng, Quảng Ninh)
5. Nam đạo (Hà Nam, Hưng Yên, Nam Định, Thái Bình)
6. Hải Tây đạo (Ninh Bình vào Thừa Thiên-Huế)

Năm 1466 vua Lê Thánh Tông chia cả nước thành 13 đạo thừa tuyên, đổi trấn thành châu, đổi lộ thành phủ.
Các đơn vị hành chính trực thuộc dưới cấp trung ương (triều đình) là thừa tuyên rồi đổi thành xứ. Quy mô và diện tích các thừa tuyên/xứ tương đương với 2,3 tỉnh hiện nay. Ví dụ: xứ Sơn Nam tương ứng với (Nam Định, Thái Bình, Hưng Yên), xứ Nghệ An tương ứng với (Nghệ An, Hà Tĩnh), xứ Thuận Hóa tương ứng với (Quảng Bình, Quảng Trị, Thừa Thiên), xứ Quảng Nam tương ứng với (Quảng Nam, Quảng Ngãi, Bình Định)

### CácThừa tuyên/xứ
1. Thừa tuyên Thiên Trường (năm 1469 đổi thành Sơn Nam)
2. Thừa tuyên Bắc Giang (năm 1469 đổi thành Kinh Bắc)
3. Thừa tuyên Quốc Oai (năm 1469 đổi thành Sơn Tây)
4. Thừa tuyên Nam Sách (năm 1469 đổi thành Hải Dương)
5. Thừa tuyên An Bang hay Yên Bang
6. Thừa tuyên Lạng Sơn
7. Thừa tuyên Thái Nguyên (năm 1469 đổi thành Ninh Sóc)
8. Thừa tuyên Tuyên Quang
9. Thừa tuyên Hưng Hóa
10. Thừa tuyên Thanh Hóa, còn gọi là Thanh Hoa (sau nhập thêm phần đất Thanh Hoa Ngoại, ngày nay là tỉnh Ninh Bình, từ xứ Sơn Nam vào)
11. Thừa tuyên Nghệ An
12. Thừa tuyên Thuận Hóa
13. Thừa tuyên Quảng Nam (lập năm 1472, sau khi đánh bại Chiêm Thành)

- Trung Đô là khu vực kinh đô của triều đình, còn có tên gọi là Đông Kinh, nay là Hà Nội
- Trung Đô (năm 1469 đổi thành phủ Phụng Thiên)

## Thời Lê Trung Hưng

### Thời Lê Trung Hưng - Đàng Ngoài
Từ đầu thế kỷ 17, Đại Việt bị chia làm hai lãnh thổ là Đàng Ngoài và Đàng Trong, Chính quyền chúa Trịnh đã chia lãnh thổ Đàng Ngoài như sau:
Cấp trực tiếp dưới chính quyền trung ương là các Trấn (vùng đồng bằng) và các Phiên trấn vùng miền núi xung quanh

### Các Trấn
1. Trung Đô, là kinh đô của Triều Đình, nay là Hà Nội
2. Trấn Kinh Bắc (Bắc Ninh, Bắc Giang)
3. Trấn Hải Dương (Hải Dương, Hải Phòng)
4. Trấn Sơn Nam (Hà Đông, Hà Nam, Hưng Yên, Nam Định, Thái Bình)
5. Trấn Sơn Tây (Hà Tây, Phú Thọ, Vĩnh Phúc)
6. Trấn Thanh Hoa (Ninh Bình, Thanh Hóa)
7. Trấn Nghệ An (Nghệ An, Hà Tĩnh)
8. Trấn Yên Bang (Quảng Ninh)

### Các Phiên trấn
1. Phiên trấn Cao Bằng
2. Phiên trấn Lạng Sơn
3. Phiên trấn Tuyên Quang (Tuyên Quang, Hà Giang ngày nay)
4. Phiên trấn Thái Nguyên (Thái Nguyên, Bắc Cạn ngày nay)
5. Phiên trấn Hưng Hóa (Hòa Bình, Sơn La, Yên Bái ngày nay)

### Thời Lê Trung Hưng - Đàng Trong
Chính quyền chúa Nguyễn ban đầu quản lý vùng Thuận Hoá-Quảng Nam, về sau từng bước mở rộng thêm lãnh thổ nên phân cấp hành chính cũng thay đổi theo, tới năm 1757 đã định hình lãnh thổ phía nam như ngày nay và phân chia làm 12 dinh + 01 trấn trực thuộc chính quyền trung ương:

### Các Dinh
1. Chính dinh (Phú Xuân)
2. Cựu dinh (Quảng Trị)
3. Quảng Bình dinh (Quảng Bình)
4. Lưu Đồn dinh (Quảng Bình)
5. Bố Chính dinh (Quảng Bình)
6. Quảng Nam dinh (Quảng Nam-Quảng Ngãi-Bình Định)
7. Phú Yên dinh (Phú Yên)
8. Bình Khang dinh (Khánh Hoà- Bắc Ninh Thuận)
9. Bình Thuận dinh (Bình Thuận- Nam Ninh Thuận)
10. Phiên Trấn dinh (Gia Định)
11. Trấn Biên dinh (Biên Hoà)
12. Long Hồ dinh (Vĩnh Long)

### Các Trấn
1. Hà Tiên trấn (Kiên Giang-Hà Tiên-Cà Mau-Bạc Liêu)

Dưới Dinh, Trấn là các đơn vị hành chính nhỏ hơn như Phủ, huyện

## Thờinhà Nguyễn
Vua Gia Long chia cả nước thành 23 trấn, 4 doanh (dinh).
- Bắc Thành (Bắc Bộ ngày nay) gồm 11 trấn, hợp thành tổng trấn: Sơn Nam Thượng, Sơn Nam Hạ, Sơn Tây, Kinh Bắc, Hải Dương (còn gọi là ngũ nội trấn) và Tuyên Quang, Hưng Hóa, Cao Bằng, Lạng Sơn, Quảng Yên, Thái Nguyên (còn gọi là lục ngoại trấn)
- Miền Trung gồm 7 trấn và 4 doanh:
  - Đất Kinh Kỳ đặt 4 doanh (dinh) trực lệ (Trực lệ tứ doanh): Quảng Đức (tức vùng Thừa Thiên), Quảng Trị, Quảng Bình, Quảng Nam. Dinh Quảng Nam năm 1808 đổi thành trấn Quảng Nam, dinh Quảng Đức năm 1821 đổi thành phủ Thừa Thiên.
  - 7 trấn: Thanh Hoá, Nghệ An, Quảng Nghĩa, Bình Định, Phú Yên, Bình Hòa, Bình Thuận.

Sau này, Quảng Nghĩa do kỵ húy Nguyễn Phúc Toản nên đổi thành Quảng Ngãi.
- Gia Định Thành (Nam Bộ ngày nay), bao gồm 5 trấn, hợp thành tổng trấn: Phiên An (địa hạt Gia Định), Biên Hòa, Vĩnh Thanh (sau chia ra Vĩnh Long và An Giang), Vĩnh Tường (sau này là Định Tường) và Hà Tiên.

Từ năm 1831-1832, vua Minh Mạng lần đầu tiên chia thành 31 đơn vị hành chính cấp tỉnh gồm 30 tỉnh và phủ Thừa Thiên, trực tiếp dưới cấp trung ương (triều đình). Dưới tỉnh là phủ, huyện. Cấp thấp nhất là xã.
- Miền Bắc: Bắc Ninh, Cao Bằng, Hà Nội, Hải Dương, Hưng Hóa, Hưng Yên, Lạng Sơn, Nam Định, Ninh Bình, Quảng Yên, Sơn Tây, Thái Nguyên, Tuyên Quang.
- Miền Trung: Thanh Hoá, Nghệ An, Hà Tĩnh, Quảng Bình, Quảng Trị (5 tỉnh này lập ra năm 1831, các tỉnh còn lại lập ra năm 1832), Quảng Nam, Quảng Ngãi, Bình Định, Khánh Hòa, Phú Yên, Bình Thuận.

Ngoài ra vẫn tồn tại phủ Thừa Thiên ngang cấp tỉnh, trực thuộc kinh sư.
Thời kỳ 1853-1876, tỉnh Quảng Trị đổi thành đạo Quảng Trị, thuộc phủ Thừa Thiên.
Từ ngày 6 tháng 6 năm 1884, miền Trung có 12 tỉnh, trong đó hai tỉnh mới là Thừa Thiên và Quảng Trị.
- Miền Nam: Phiên An (năm 1836 đổi thành Gia Định), Biên Hòa, Định Tường, Vĩnh Long, An Giang, Hà Tiên.

Những tỉnh tồn tại thời vua Minh Mạng, nhưng sau Pháp chia tách:
- tỉnh Gia Định, sau Pháp chia ra 3 tỉnh: Chợ Lớn, Tân An, Tây Ninh
- tỉnh Biên Hòa, sau Pháp chia ra 3 tỉnh: Biên Hòa, Bà Rịa, Thủ Dầu Một
- tỉnh Định Tường, sau Pháp chia ra 3 tỉnh: Mỹ Tho, Gò Công, Sa Đéc
- tỉnh Vĩnh Long, sau Pháp chia ra 3 tỉnh: Vĩnh Long, Trà Vinh, Bến Tre
- tỉnh An Giang, sau Pháp chia ra 3 tỉnh: Châu Đốc, Cần Thơ, Sóc Trăng
- tỉnh Hà Tiên, sau Pháp chia ra 4 tỉnh: Hà Tiên, Rạch Giá, Long Xuyên, Bạc Liêu